# Takeshi Obata
Takeshi Obata (小畑 健, Obata Takeshi, Niigata, 11 de fevereiro de 1969) é um mangaká japonês que normalmente trabalha como ilustrador em colaboração com um escritor. Seu tipo sanguíneo é AB.
Em 1985 ele venceu o Prêmio Tezuka com seu manuscrito O mito de 500 anos-luz (500光年の神話, Go Hyaku Kounen no Shinwa) aos dezesseis anos de idade. Quando estava no segundo ano do ensino médio (1986), recebeu uma menção honrosa por seu trabalho Cyborg Jii-chan G e com ele debutou em 1989 (nesta época usava o pseudônimo Hijikata Shigeru (土方茂)). Depois do término da sua série, ele começou a trabalhar com outros mangakas como um ilustrador.
Ele inicialmente ganhou atenção internacional com Hikaru no Go (1998–2003), trabalho em colaboração com Yumi Hotta, com o qual ganhou o Prêmio de Mangá Shogakukan em 2000 e o Prêmio Cultural Osamu Tezuka em 2003. No entanto, é melhor conhecido por Death Note (2003–2006) e Bakuman (2008–2012) em colaboração com Tsugumi Ohba. Obata foi o mentor de vários autores renomados, inclusive Nobuhiro Watsuki, autor do famoso Rurouni Kenshin, Kentaro Yabuki, autor do famoso Black Cat, Katsura Hoshino, autora de D.Gray-man e o artista de Eyeshield 21, Yusuke Murata.
Em 2003, Death Note venceu a categoria mangá do Prêmio de Artes de Mídia Japonesa concedido pela Agência dos Assuntos Culturais do governo japonês.

## Carreira
Takeshi Obata escolheu ser um mangaka porque ele sempre amou desenhar. Quando criança, ele lia e relia Cyborg 009 de Shotaro Ishinomori.